# Copa Billie Jean King 2025
La Copa Billie Jean King 2025 será la 62.ª edición del torneo de tenis femenino más importante por naciones.

## Fase Final
- Fecha: noviembre
- Lugar: Shenzhen, China
- Superficie:

8 naciones participarán en la Fase Final. La calificación es la siguiente:
- 6 ganadoras de grupos de la ronda clasificatoria.
- 1 campeona defensora
- 1 nación anfitriona

| China | España | Estados Unidos | Gran Bretaña | Italia | Japón | Kazajistán | Ucrania |
| ----- | ------ | -------------- | ------------ | ------ | ----- | ---------- | ------- |

## Fase clasificatoria
Fecha: abril de 2025.
Formato: Todos contra todos - 6 grupos de 3 equipos
Estos dieciocho equipos serán:
- 11 equipos de las Finales de la Copa Billie Jean King 2024.
- 7 equipos ganadores de los Play-Offs de la Copa Billie Jean King 2024. (China, como anfitrión, se clasificó automáticamente para la final)

Los seis equipos ganadores de la ronda de clasificación jugarán en la final y los equipos perdedores jugarán en los play-offs de 2025.
#: Clasificación de las Naciones al 3 de diciembre de 2024:
| Equipos de las finales 1. Canadá (#2) 2. República Checa (#3) 3. Eslovaquia (#4) 4. Australia (#5) 5. Polonia (#6) 6. Gran Bretaña (#7) 7. Estados Unidos (#9) 8. España (#10) 9. Alemania (#11) 10. Rumanía (#13) 11. Japón (#14) | Equipos de los play-offs - Suiza (#8) - Kazajistán (#12) - Países Bajos (#17) - Ucrania (#19) - Brasil (#20) - Colombia (#24) - Dinamarca (#27) |

|  | Clasificadas para las Finales 2025 |
|  | Van a los Play-offs 2025           |

| Grupos | Equipos 1      | Equipos 1 | Equipos 1 | Equipos 2           | Equipos 2 | Equipos 2 | Equipos 3   | Equipos 3 | Equipos 3 |
| Grupos | Países         | G         | P         | Países              | G         | P         | Países      | G         | P         |
| ------ | -------------- | --------- | --------- | ------------------- | --------- | --------- | ----------- | --------- | --------- |
| A      | Japón (L)      | 2         | 0         | Canadá              | 1         | 1         | Rumanía     | 0         | 2         |
| B      | España         | 2         | 0         | República Checa (L) | 1         | 1         | Brasil      | 0         | 2         |
| C      | Estados Unidos | 2         | 0         | Eslovaquia (L)      | 1         | 1         | Dinamarca   | 0         | 2         |
| D      | Kazajistán     | 2         | 0         | Australia (L)       | 1         | 1         | Colombia    | 0         | 2         |
| E      | Ucrania        | 2         | 0         | Suiza               | 1         | 1         | Polonia (L) | 1         | 1         |
| F      | Gran Bretaña   | 2         | 0         | Países Bajos (L)    | 1         | 1         | Alemania    | 0         | 2         |

## Grupos Regionales

### América
| Zona de América     | Zona de América | Zona de América | Zona de América | Zona de América | Zona de América | Zona de América | Zona de América                |
| Grupo I             | Grupo I         | Grupo I         | Grupo I         | Grupo I         | Grupo I         | Grupo I         | Grupo I                        |
| Argentina           | Chile           | Guatemala       | México          | Paraguay        | Venezuela       | -               | -                              |
|                     | Sin cambios     | Decrecimiento   |                 | Decrecimiento   | Sin cambios     |                 |                                |
| Grupo II            | Grupo II        | Grupo II        | Grupo II        | Grupo II        | Grupo II        | Grupo II        | Grupo II                       |
| Barbados            | Bolivia         | Costa Rica      | Ecuador         | Honduras        | Perú            | Puerto Rico     | Rep. Dominicana                |
| Grupo III           | Grupo III       | Grupo III       | Grupo III       | Grupo III       | Grupo III       | Grupo III       | Grupo III                      |
| · Antigua y Barbuda | Aruba           | Cuba            | Bahamas         | Bermuda         | Uruguay         | El Salvador     | Islas Vírgenes Estadounidenses |
| Jamaica             | Panamá          | Santa Lucía     | -               | -               | -               | -               | -                              |
|                     |                 |                 | -               | -               | -               | -               | -                              |
| ------------------- | --------------- | --------------- | --------------- | --------------- | --------------- | --------------- | ------------------------------ |

### Asia / Oceanía
| Zona de Asia/Oceanía | Zona de Asia/Oceanía | Zona de Asia/Oceanía | Zona de Asia/Oceanía     | Zona de Asia/Oceanía | Zona de Asia/Oceanía | Zona de Asia/Oceanía | Zona de Asia/Oceanía |
| Grupo I              | Grupo I              | Grupo I              | Grupo I                  | Grupo I              | Grupo I              | Grupo I              | Grupo I              |
| China Taipéi         | Hong Kong            | Corea del Sur        | India                    | Nueva Zelanda        | Tailandia            | -                    | -                    |
| Decrecimiento        | Decrecimiento        |                      |                          |                      |                      |                      |                      |
| Grupo II             | Grupo II             | Grupo II             | Grupo II                 | Grupo II             | Grupo II             | Grupo II             | Grupo II             |
| Filipinas            | Indonesia            | Irán                 | Islas Marianas del Norte | Kirguistán           | Malasia              | Mongolia             | Oceanía del Pacífico |
| Singapur             | Uzbekistán           | -                    | -                        | -                    | -                    | -                    | -                    |
| Grupo III            | Grupo III            | Grupo III            | Grupo III                | Grupo III            | Grupo III            | Grupo III            | Grupo III            |
| Arabia Saudita       | Baréin               | Birmania             | Bután                    | Brunéi               | Irak                 | Catar                | Guam                 |
| Laos                 | Macao                | Maldivas             | Nepal                    | Pakistán             | Sri Lanka            | Tayikistán           | Turkmenistán         |
| Vietnam              | -                    | -                    | -                        | -                    | -                    | -                    | -                    |
| -------------------- | -------------------- | -------------------- | ------------------------ | -------------------- | -------------------- | -------------------- | -------------------- |